# Peugeot DMA
Le DMA est un camion léger (2 tonnes à vide pour 2 tonnes de charge utile), fabriqué par Peugeot à Montbéliard de 1941 à 1948. Premier camion Peugeot à cabine semi-avancée, il utilise la mécanique de la Peugeot 402 (moteur THU3) limitée à 45 ch avec une consommation de 20 aux 100 km pour une vitesse maxi de 70 km/h.
La cabine à trois places du Peugeot DMA est très rustique, faite de tôles épaisses soudées, comparable à celle de son concurrent le Renault AHN. Le capot moteur s'ouvre à l’intérieur de la cabine.

## Histoire

### Pendant l'occupation
Le Peugeot DMA, initialement prévu pour équiper l'armée française, comme une amélioration de la DK5J, ne verra sa mise au point achevée que dans une France occupée. De mars 1941 à septembre 1944, sur les 15 306 exemplaires fabriqués, la quasi-totalité sera livrée à la Wehrmacht.
Les difficultés d'approvisionnements en matériaux et la faiblesse des ventes multiplient les variantes durant cette période. Il y eut des culasses en fonte (45ch) et d'autres en Alpax (50ch) ; des boîtes manuelles, d'autres semi-automatiques Cotal ; des ponts à vis ou d'autres à double-réduction ; des motorisations à essence ou à gazogène. Il y eut des camions de 4 tonnes et des camionnettes 3,5 tonnes (Q5A raccourci et Q5AG à gazogène). Les roues pouvaient être en tailles millimétriques, d'autres en pouces.
L'usine de Montbéliard est bombardée par les alliés, puis pillée par les Allemands. À partir de l'été 1944, ceux-ci emportent chaque jour en Allemagne un train entier chargé de machines-outils, pièces et matières premières.

### Après-guerre

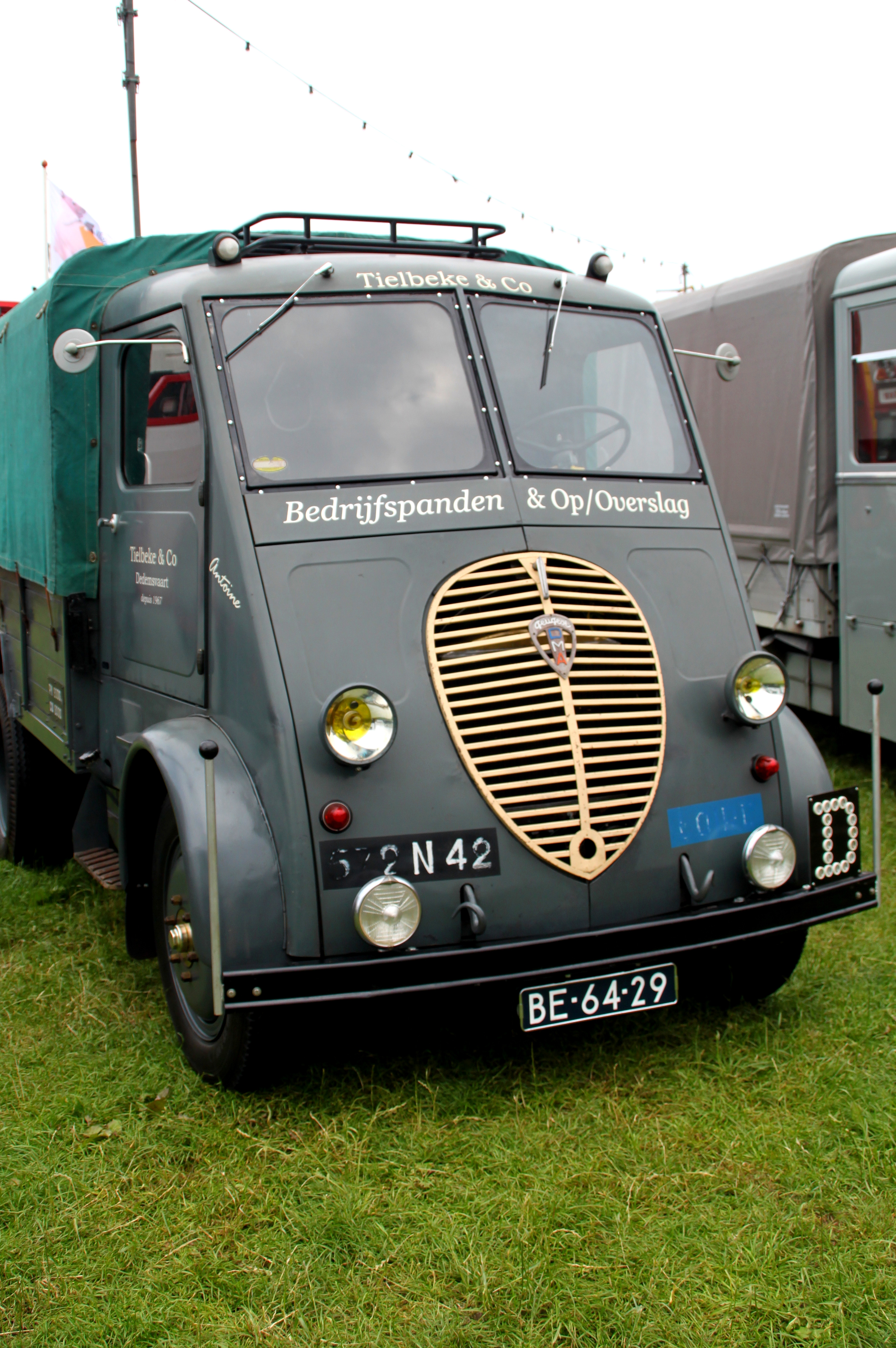
Peugeot DMAH/Q3A

Pour redémarrer l'usine de Montbéliard après guerre, Peugeot parvient à refabriquer quelques rustiques DMA à essence, à partir de juin 1945 et jusqu'en septembre 1946. Ces 8 046 exemplaires civils sont une « nouveauté » pour les premiers utilisateurs de l'après-guerre, surtout des artisans et commerçants.
La production du DMA est arrêtée pour évoluer en Peugeot DMAH, qui offre notamment une cabine aux tôles embouties, des vitres descendantes, des freins hydrauliques et des amortisseurs aux roues avant.
Puis le DMAH est remplacé en 1948 par le Peugeot Q3A, qui partagera quelques mois plus tard son moteur ultra-moderne et sa boîte de vitesses avec la Peugeot 203.

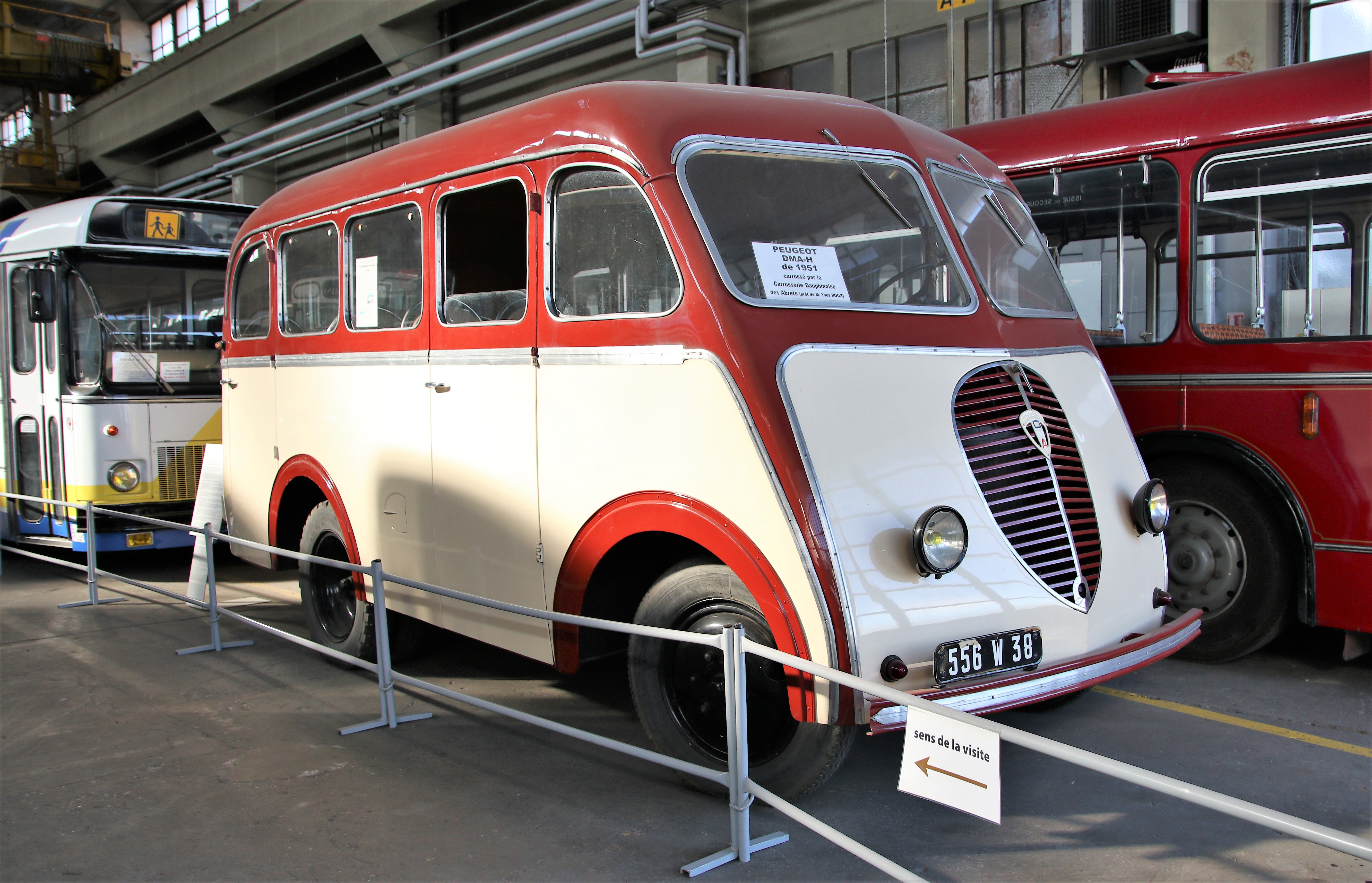
Autocar DMAH/Q3A de 1951.

Lui-même est remplacé en 1950 par le Peugeot D4A, initialement fabriqué par Chenard et Walker, un fourgon monocoque compact à carrosserie fermée, offrant un plus large choix de carrosseries, de la bétaillère au minibus.
Le DMA est le dernier poids-lourd produit et vendu par Peugeot. C'est aussi le dernier modèle Peugeot à roues jumelées.